# KTSF二十六台新聞
KTSF二十六台新聞（英語：KTSF News）是美國KTSF新聞部製作的電視新聞節目。

## 節目歷史
本節目在1989年2月6日起啟播時名為《九點鐘新聞》（英語：Chinese News at 9），播映時間為星期一至五21:00-21:30播出，播映時間為30分鐘、每次只討論一個新聞話題。
1989年2月11日起，《香港一週新聞》，逢星期六18:00-18:30播出。
1993年9月27日起，改名為《粵語新聞》（英語：Cantonese News）後，改為20:00-21:00播出。
1994年2月7日起，改名為《國語新聞》（英語：Mandarin News）後，改為19:30-20:00播出。
2001年12月17日起，《粵語新聞》改為19:00-20:00播出及《國語新聞》改為22:00-23:00播出。
2002年12月28日起，《香港一週新聞》改為17:30-18:00播出。
2004年3月6日起，《香港一週新聞》改為17:00-17:30播出。
2006年3月25日起，時名為《週末新聞》（英語：Weekend News），改為逢星期六、日18:00-18:30播出。
2014年1月4日起，《週末新聞》改為逢星期六、日19:00-19:30播出。
2016年1月9日起，《粵語新聞》改為逢星期一至五19:00-20:00、逢星期六、日19:00-19:30播出及《國語新聞》改為逢星期一至五22:00-23:00、逢星期六、日22:00-22:30播出。
2016年2月1日起，《KTSF二十六台新聞》節目改用高清技術製作。
2016年7月11日起，改名為《七點鐘新聞報導》（粵語）及《十點鐘新聞報導》（國語）。
2016年10月17日起，《KTSF晨早新聞》，逢星期一至五06:00-08:00播出。
2018年10月6日起，KTSF二十六台新聞部恢復製作《香港一週新聞》，逢星期六17:30-18:00播出。
2020年3月16日起，《八點半新聞報導》，逢星期一至五20:30-21:00播出。
2020年4月17日起，《KTSF晨早新聞》取消播出，改重播《七點鐘新聞報導》及《十點鐘新聞報導》。從2021年開始，每周一早上七點重播 《香港一周新聞》，連周二播放 《今日環球》。
2020年5月4日起，《八點鐘新聞報導》，逢星期一至五20:00-20:30播出。
2020年6月1日起，《八點鐘新聞報導》改為逢星期一至四20:00-20:30播出及《八點半新聞報導》改為逢星期一至四20:30-21:00播出。
2021年1月5日起，《八點鐘新聞報導》改為逢星期二至五20:00-20:30播出及《八點半新聞報導》改為逢星期二至五20:30-21:00播出。
2021年7月20日起，《七點鐘新聞報導》，延長至90分鐘。

## 現職記者／主播
- 黃侯彬
- 黃恩光
- 嚴劍蓉（前香港無線新聞駐澳門記者）
- 張麗月
- 吳倩妤
- 張擎鳳
- 朱慧琪
- 周正鈞
- 古琳嘉
- 梁益萱
- 梁展穎
- 歐志洲
- 萬若全

## 前任記者／主播
- 梁家榮（1993年回流香港出任無綫新聞經理，及後曾於香港數度轉職，2021年退休前為廣播處長）
- 鄧景輝（1992年至2000年擔任亞視新聞記者和主播）
- 斯美玲（從2009年至2011年，其間在台灣擔任壹電視新聞總監，2013年重返KTSF）
- 劉浩任
- 蔡文耀
- 林漢強
- 梁國書
- 林子謙
- 廖培君
- 陳捷
- 傅景竑
- 郭柟
- 尹晉豪
- 毛皓延
- 陳嘉琪